# Anne-Vibeke Mogensen
Anne-Vibeke Mogensen (født 28. marts 1953 i København) er en dansk skuespiller.
Efter studentereksamen påbegyndte Mogensen dramaturgistudiet ved Aarhus Universitet, men blev samme år optaget på Skuespillerskolen ved Aarhus Teater, hvorfra hun dimitterede i 1975. Hun var efterfølgende ansat ved Aarhus Teater og fra 1977 ved Svalegangen. I 1985 flyttede hun tilbage til København, hvor hun har haft roller ved Husets Teater, Bådteatret, Betty Nansen og Det Danske Teater. Fra 1993 har hun atter været tilknyttet Aarhus Teater. I 2008 vendte hun tilbage til Svalegangen med en rolle i Osvald; en opsætning om Osvald Helmuth.
I 1995 blev hun gift med teaterchef Palle Jul Jørgensen (1943-2008).
Anne-Vibeke Mogensen modtog i 2003 Lauritzen-prisen.

## Udvalgt filmografi
- Strisser på Samsø (1997-1998)
- Juliane (2000)